# Cod ATC M
Cod ATC M este o parte a Sistemului de clasificare Anatomo Terapeutico Chimică.
M Sistemul musculo-scheletic
M01 Preparate antiinflamatoare și antireumatice
M02 Preparate topice pentru algii articulare și musculare
M03 Miorelaxante
M04 Antigutoase
M05 Medicamante pentru tratamentul afecțiunilor oaselor
M09 Alte medicamente pentru afecțiuni ale sistemului musculo-scheletic